# Петухово (Бабушкинский район)
Петухово — деревня в Бабушкинском районе Вологодской области.
Входит в состав сельского поселения Миньковское (до 2015 года входила в Юркинское сельское поселение), с точки зрения административно-территориального деления — в Юркинский сельсовет.
Расстояние по автодороге до районного центра села имени Бабушкина — 49 км, до деревни Юркино — 2 км. Ближайшие населённые пункты — Юркино, Теляково, Тевигино.
Население по данным переписи 2002 года — 40 человек (19 мужчин, 21 женщина). Всё население — русские.
В Петухово расположен памятник архитектуры — дом Махиной.